# Elzbach (Mosel)
Elzbach (även: Elz) är en liten flod i Rheinland-Pfalz, Tyskland, en vänster biflod till Mosel. Den rinner upp i Eifel, nära Kelberg. Elz rinner genom Monreal och förbi Eltz Castle. Den rinner ut i Mosel i Moselkern.